# 1-я дивизия (Япония)
1-я дивизия (яп. 第1師団 Дай-ити сидан) — пехотная дивизия Императорской армии Японии.

## История
История 1-й дивизии ведётся с января 1871 года, когда был сформирован Токийский гарнизон (яп. 東京鎮台 То:кё: тиндай). Гарнизон отвечал за охрану региона Канто, главным образом столичного округа. 14 мая 1888 года шесть японских гарнизонов были реорганизованы в дивизии согласно плану прусского военного советника Якоба Меккеля.
Как одна из старейших дивизий, 1-я принимала участие в Первой японо-китайской и Русско-японской войнах. 26 февраля 1936 года заговорщики с помощью частей 1-й дивизии пытались совершить государственный переворот. После начала второй японо-китайской войны дивизия была переброшена в Маньчжурию, где в составе Квантунской армии охраняла границу с СССР. В 1939 году дивизия участвовала в боях на Халхин-Голе.
На более позднем этапе мировой войны 1-я дивизия была переброшена на Филиппины, где стала ядром 14-й армии генерала Томоюки Ямаситы. После высадки союзников на Лейте, 1-я дивизия высадилась на его западном побережье 1 ноября 1944 года. Наступая на север, дивизия встретилась серьёзное сопротивление и была вынуждена перейти к обороне. По итогам битвы из 11 000 бойцов 1-й дивизии в живых остались 800, и она перестала быть значимой боевой единицей.

## Состав

### «Квадратная» формация
- 1-я пехотная бригада
  - 1-й пехотный полк
  - 49-й пехотный полк
- 2-я пехотная бригада
  - 3-й пехотный полк
  - 57-й пехотный полк
- 1-й полк полевой артиллерии
- 1-й кавалерийский полк
- 1-й инженерный полк
- 1-й транспортный полк

### «Треугольная» формация
- 1-я пехотная бригадная группа
  - 1-й пехотный полк
  - 49-й пехотный полк
  - 57-й пехотный полк
- 1-й полк полевой артиллерии
- 1-й рекогносцировочный полк
- 1-й инженерный полк
- 1-й транспортный полк

## Командующие
- Генерал-лейтенант Миёси Сигэоми (14 мая 1888 — 7 июня 1890)
- Генерал-лейтенант Ямадзи Мотохару (7 июня 1890 — 14 октября 1896)
- Генерал-лейтенант Оку Ясуката (14 октября 1896 — 27 октября 1897)
- Генерал-лейтенант Кавамура Кагэаки (27 октября 1897 — 27 октября 1897)
- Генерал-лейтенант принц Фусими Саданару (2 апреля 1901 — 2 апреля 1901)
- Генерал-лейтенант Мацумура Канэмото — 10 июля 1904 — 4 февраля 1905 (умер от болезни на фронте)
- Генерал-лейтенант Иида Тосисукэ (6 февраля 1905 — 3 февраля 1906)
- Генерал-лейтенант принц Канъин Котохито (3 февраля 1906 — 6 сентября 1911)
- Генерал-лейтенант Кигоси Ясуцуна (6 сентября 1911 — 22 декабря 1912)
- Генерал-лейтенант Итинохэ Хёэ (26 декабря 1912 — 15 февраля 1915)
- Генерал-лейтенант Сэмба Таро (15 февраля 1915 — 15 февраля 1915)
- Генерал-лейтенант Хонго Фусатаро (15 февраля 1915 — 6 августа 1917)
- Генерал-лейтенант Каваи Мисао (6 августа 1917 — 6 января 1921)
- Генерал-лейтенант Нисикава Торадзиро (6 января 1921 — 15 августа 1922)
- Генерал-лейтенант Сиракава, Ёсинори (15 августа 1922 — 20 октября 1922)
- Генерал-лейтенант Исимицу, Маоми (20 октября 1922 — 1 мая 1925)
- Генерал-лейтенант Вада, Камэдзи (1 мая 1925 — 10 августа 1928)
- Генерал-лейтенант Хата, Эйтаро (10 августа 1928 — 1 июля 1929)
- Генерал-лейтенант Масаки, Дзиндзабуро (1 июля 1929 — 1 августа 1931)
- Генерал-лейтенант Хаяси, Нариюки (1 августа 1931 — 18 марта 1933)
- Генерал-лейтенант Мори, Мурадзи (18 марта 1933 — 1 августа 1934)
- Генерал-лейтенант Янагава, Хэйсукэ (1 августа 1934 — 2 декабря 1935)
- Генерал-лейтенант Хори, Такэо (2 декабря 1935 — 23 марта 1936)
- Генерал-лейтенант Кавамура, Кёсукэ (23 марта 1936 — 15 июля 1938)
- Генерал-лейтенант Окабэ, Наодзабуро (15 июля 1938 — 12 сентября 1939)
- Генерал-лейтенант Ёкояма, Исаму (12 сентября 1939 — 15 октября 1941)
- Генерал-лейтенант Накадзава, Мицуо (15 октября 1941 — 1 марта 1944)
- Генерал-лейтенант Хаттори, Гётаро (1 марта 1944 — 3 августа 1944)
- Генерал-майор Катаока, Тадасу (3 августа 1944 — август 1945); в период командования был повышен до генерал-лейтенанта.